# ノリ・メ・タンゲレ (漫画)
『ノリ・メ・タンゲレ』は、原案：麻城ゆう、作画：道原かつみによる日本の漫画作品。
『リュウ』（徳間書店）1983年9月号から1984年5月号まで連載された。コミックスはアニメージュコミックス（徳間書店）より全1巻。後に少年キャプテンコミックススペシャル（徳間書店）で再刊された際には「私にふれるな」の副題が付けられた。
麻城が同人誌として発表した小説を道原が気に入り（なお、同人誌の挿絵は道原ではない）、原案として漫画化した。麻城は以降、道原と組んで『ジョーカー・シリーズ』の原作を執筆したり、小説家としてデビューすることになる。

## あらすじ
第三次世界大戦を経て、人類は大脳工学を発展させて新たな技術を手に入れると共に意識改革を成し、西暦を銀河暦と改め、新たなる文明を築いていた。航時機（タイムマシン）を実用化し、意識のみを肉体から分離し、似た遺伝子を持つ過去の人物へシンクロすることで時間遡行することも可能となった。時間遡行は“歴史調査局”の手によって管理されていた。
しかし、歴史の流動性を標榜する学者が、歴史を改変するために過去へと遡行する。そのシンクロ相手とは5000年前のナザレのイエス。調査官ヴェアダルはイエスの行動を監視し歴史改変を阻むためにイエスの使徒の1人シモン・ペテロへとシンクロする。
シモン=ヴェアダルは、誤って自分自身が歴史を改変しないように注意しながら、イエスを監視するが、阻止タイミングをつかめないまま、ユダはイエスの言葉に操られてローマ兵に密告を行い、イエスは磔刑にかけられることになる。
その時、ヴェアダルに緊急帰還シグナルが発せられる。銀河暦の世界でイエスだった学者が捕まったのだった。面会したヴェアダルは学者から、復活したイエスが民衆を率いて打倒ローマの武力闘争へと進む計画を聞かされる。
ヴェアダルは再び5000年前に時間遡行し、磔刑にかけられているのがイエスではなく替え玉であることに気付き、隠れていたイエスを見つけてこれを倒した。

## 主な登場人物
ヴェアダル
歴史調査官。名前は、ユダヤ暦の閏月（Veadar）の意味だとドク・ムーランから語られている。
シグマ・サイ
航時学者。「歴史はある程度の流動性を持つ」という自説を証明するために、驚異的に高い和合率（シグマ・サイ本人は「神の奇蹟」と呼ぶ）であるナザレのイエスの精神へと遡行する。
ドク・ムーラン
禿頭の時空調整医。
ナザレのイエス
湖の上を歩く、パンと魚を増やし四千人の人々に食べさせる、死者を生き返らせるといったイエスの奇跡はシグマ・サイが獲得している大脳工学による集団催眠に依るものとされている。
シモン・ペテロ
ヴェアダルとの和合率はそれなりに高いが、催眠などの力はイエス=シグマ・サイに比べると弱い。イエス復活はシモン=ヴェアダルの催眠による集団幻視であるが、「ノリ・メ・タンゲレ」の言葉は視覚はともかく触覚まで催眠でごまかすことが難しいためとされている。
イスカリオテのユダ
本作では少年として描かれており、イエスの義弟として設定されている。
義兄としてキリストとしてイエスを見ていることから、ときおりイエスに垣間見えるシグマ・サイの影に違和感を覚えている。作中ではパンと魚を増やした際の催眠に掛かっていないのではないかとシモン=ヴェアダルが疑うシーンもある。

## 用語
航時機（タイムマシン）
意識のみを脳から分離し、過去へ送る機械。飛ばされた意識は元の肉体と似た遺伝子を持った過去の人間に入り込み、過去の人間の脳を通じて過去の出来事を見聞きすることができる。遺伝子の和合率が高ければ、過去の人間の肉体を操ることもできる。